# Ulen (Indiana)
Ulen es un pueblo ubicado en el condado de Boone en el estado estadounidense de Indiana. En el Censo de 2010 tenía una población de 117 habitantes y una densidad poblacional de 717,05 personas por km².

## Geografía
Ulen se encuentra ubicado en las coordenadas 40°3′52″N 86°27′48″O / 40.06444, -86.46333. Según la Oficina del Censo de los Estados Unidos, Ulen tiene una superficie total de 0.16 km², de la cual 0.16 km² corresponden a tierra firme y (0%) 0 km² es agua.

## Demografía
Según el censo de 2010, había 117 personas residiendo en Ulen. La densidad de población era de 717,05 hab./km². De los 117 habitantes, Ulen estaba compuesto por el 100% blancos, el 0% eran afroamericanos, el 0% eran amerindios, el 0% eran asiáticos, el 0% eran isleños del Pacífico, el 0% eran de otras razas y el 0% pertenecían a dos o más razas. Del total de la población el 0.85% eran hispanos o latinos de cualquier raza.